# Pseudiodis
Pseudiodis är ett släkte av fjärilar. Pseudiodis ingår i familjen mätare.
Kladogram enligt Catalogue of Life:
| Pseudiodis | \| \| Pseudiodis albidentula \| \| \| \| \| \| Pseudiodis unifascia \| \| \| \| |
|            | \| \| Pseudiodis albidentula \| \| \| \| \| \| Pseudiodis unifascia \| \| \| \| |
|            | Pseudiodis albidentula                                                          |
|            |                                                                                 |
|            | Pseudiodis unifascia                                                            |
|            |                                                                                 |